# 刘辉光
刘辉光（？—？），清朝政治人物。
刘辉光曾于光绪二十四年接替启续任兴化府知府一职，光绪年间由陈景犀接任。